# گئورگ مانوکیان
گئورگ لوونی مانوکیان (ارمنی: Գևորգ Լևոնի Մանուկյան؛ زادهٔ ۱۷ مهٔ ۱۹۳۳) یک  سیاستمدار اهل ارمنستان است که از تاریخ ۱۹۹۰ تا تاریخ ۱۹۹۵ سمت نمایندگی دوره اول شورای عالی جمهوری ارمنستان را برعهده داشت.

## زندگی‌نامه
در 	۱۷ مهٔ ۱۹۳۳ در ارمنستان به دنیا آمد . 